# جون فيرتشايلد (محرر موضة)
جون فيرتشايلد (بالإنجليزية: John Fairchild)‏ هو محرر موضة ‏ أمريكي، ولد في 6 مارس 1927 في نيوآرك في الولايات المتحدة، وتوفي في 27 فبراير 2015.